# (400172) 2006 WZ18
(400172) 2006 WZ18 es un asteroide perteneciente al cinturón de asteroides, descubierto el 17 de noviembre de 2006 por el equipo del Spacewatch desde el Observatorio Nacional de Kitt Peak, Arizona, Estados Unidos.

## Designación y nombre
Designado provisionalmente como 2006 WZ18.

## Características orbitales
2006 WZ18 está situado a una distancia media del Sol de 2,594 ua, pudiendo alejarse hasta 3,084 ua y acercarse hasta 2,105 ua. Su excentricidad es 0,188 y la inclinación orbital 3,133 grados. Emplea 1526,68 días en completar una órbita alrededor del Sol.

## Características físicas
La magnitud absoluta de 2006 WZ18 es 17,4.